# Ушедшее время
«Ушедшее время» (англ. Awaydays) — британский фильм-драма 2009 года о футбольных хулиганах. Снят по мотивам одноимённого романа Кевина Сэмпсона, опубликованного в 1998 году.

## Сюжет
Действия происходят в 1979 году в пригороде Ливерпуля. Главный герой фильма — 19-летний Пол Карти. После смерти матери он всеми силами стремится попасть в The Pack — легендарную группировку футбольных хулиганов, которые носят спортивные куртки «Питер Сторм», ножи «Стенли» и болеют за футбольную команду Транмир Роверс.
Сюжет фильма разворачивается вокруг сложных взаимоотношений между Полом и Элвисом — одним из «хулиганов».

## Саундтрек
Саундтрек фильма состоит из композиций разных жанров, для наиболее подходящей передачи атмосферы событий сюжета.
Список композиций
1. Ultravox — Young Savage (2:58)
2. Carty And Elvis in Eric’s (0:21)
3. The Rascals — All That Jazz (2:57)
4. Cabaret Voltaire — Nag Nag Nag (4:38)
5. «Sunrise» (0:49)
6. «Liverpool 1979» (1:11)
7. Magazine — The Light Pours Out of Me (4:35)
8. «When We Go To Berlin» (0:58)
9. Ultravox — Slow Motion (3:27)
10. «Wool Stomp» (1:17)
11. The Cure — 10:15, Saturday Night (Home Demo) (4:35)
12. Joy Division — Insight (4:23)
13. «Come And See The Stars» (0:39)
14. «Elvis’s Dub» (2:36)
15. «Carty Deflated» (1:48)
16. «Carty’s Revenge» (1:07)
17. Echo & the Bunnymen — Going Up (4:01)
18. Carty’s Last Awayday (1:27)
19. Ultravox — Just For a Moment (3:12)
20. The Mekons — Where Were You? (2:42)
21. The Jam — When You’re Young (3:12)
22. Elvis Costello — Night Rally (2:44)
23. Dalek I — The World (2:28)
24. The Teardrop Explodes — Sleeping Gas (Zoo Version) (4:39)
25. Orchestral Manoeuvres in the Dark — Electricity (3:34)
26. The Human League — Being Boiled (3:51)
27. Wire — I Am the Fly (3:08)
28. Gang Of Four — Damaged Goods (3:29)